# 1-十一烷醇
1-十一烷醇是一種脂肪醇，為無色且不溶於水的液體，熔點是19°C，沸點是243 °C。

## 工業用途與製備
1-十一烷醇有類似柑橘的香味，味道也類近脂肪，因此被用作食物的香味劑。它常以一種類近的醛 －1-十一醛來製造。

## 自然存在
1-十一烷醇在某些食物，如水果（包括蘋果及香蕉）、牛油、蛋和已煮的豬肉。

## 毒性
1-十一烷醇可刺激皮膚、眼和肺部，攝取則有害，毒性與乙醇相若。

## 腳註
1. ↑  CRC Handbook of Chemistry and Physics, 60th Edition, 1980（英文）
2. 1 2  Burdock, George A. . CRC Press. 1997: 2879  [2013-02-03]. ISBN 978-0-8493-9416-4. （原始内容存档于2013-01-10）.（英文）
3. ↑  MSDS Safety Sheet （页面存档备份，存于）（英文）